# HD 188164
HD 188164，又名CP-69 3073，SAO 254696、HR 7588，是一颗恒星，视星等为6.39，位于銀經326.85，銀緯-31.23，其B1900.0坐标为赤經19h 48m 40.4s，赤緯-69° -31.23′ 33″。